# Татнет
Татнет (сокращенно от татарский либо татарстанский Интернет) — совокупность информационных ресурсов сети Интернет, созданных на государственных языках Республики Татарстан (татарский и/или русский языки) и рассказывающих о Татарстане и/или татарском народе (согласно альтернативному определению, Татнет — это совокупность всех ресурсов в сети Интернет, основным содержанием которых являются материалы о татарском народе и/или Татарстане, независимо от языка, на котором созданы эти ресурсы).

## История возникновения
Татнет возник приблизительно в 1994 году с появлением email-рассылки TMG (англ. Tatar e-Mail Group) по обмену сообщениями и файлами для татар, проживавших в США и Турции (Usenet/newsgroup) и открытием web-сервера «Казань в сети Интернет». В дальнейшем в 1995 году был организован сервер «Татарстан в сети Интернет», в 1996 году — сайт «Самарские татары», в 1997 году — музыкальный сайт Алхана Акидила; сайт радио «Азатлык», официальный сервер Республики Татарстан; в 1998 году — сайты Всемирного конгресса татар, австралийской певицы Зули Камаловой и некоторые другие.
Переломным этапом в развитии Татнета стала середина 2000 году. С этого момента темпы роста числа пользователей сети Интернет в России, немалое число среди которых составляют и этнические татары, значительно возрастают. Появляются первый Татарский интернет-магазин. Появляются первое интернет-радио на татарском языке «Дулкын» (2001 год), электронная газета «Интертат» (2002 год), Всемирный татарский портал Татарлар.ру (2002 году), и многие другие интересные веб-проекты татарской тематики. 24 апреля 2002 года в Казани проходит Научно-практическая конференция «Национальные языки и информационные технологии» и круглый стол: «Татарский язык и компьютерные технологии». 1 апреля 2003 года стартовал международный конкурс Интернет-проектов конкурс «Татнет йолдызлары» («Звезды Татнета»), всего в конкурсе приняли участие 115 сайтов (с учётом тюркских сайтов). В 2004 году в конкурсе участвовало — 78 сайтов, в 2005 году — 82 сайта, в 2006 году −177 сайтов, в 2007 году — 176, в 2008 году —237.
7 марта 2003 года указом Президента Республики Татарстан приняты «Основы государственной политики Республики Татарстан в области информатизации и связи» на 2003—2007 годы, заложившие основы развития государственного сектора Татнета на ближайшие годы. Следует отметить, однако, что одним из главных достоинств Татнета является его независимость от государственных органов. Правительство Татарстана не является главной движущей силой развития Татнета.
В Минсвязи Республики разрабатывается проект «Комплексная программа развития информатизации Республики Татарстан (Электронный Татарстан 2005—2010 годы)».
В октябре 2004 года была принята «Государственная программа Республики Татарстан по сохранению, изучению и развитию государственных языков Республики Татарстан и других языков в Республике Татарстан» на 2004—2013 годы. В данной программе содержится план развития государственного сектора Татарского Интернета, который позволит внедрять и совершенствовать компьютерные стандарты для использования татарского языка в информационных технологиях, продолжить разработку драйверов и шрифтов для татарского языка, развивать и систематически поддерживать общедоступные информационные ресурсы на татарском языке в международной компьютерной сети Интернет, продолжить разработку компьютерной модели татарского языка, включающей модели фонологии, морфологии и синтаксиса, соответствующих информационных ресурсов и программ их обработки, продолжить разработку системы синтеза и распознавания татарской речи и прочее.
В мае 2005 года общественная организация «Татарский Интернет» заявила о своих планах по созданию национального домена первого уровня .ts и коммерческого домена — .tat. Однако только в 2014 году вместо предложенных вариантов был зарегистрирован домен .tatar.
В августе 2005 года ООО «Центр» (г. Казань), совместно с российской компанией ALT Linux при поддержке Министерства информатизации и связи Республики Татарстан выполнили проект по локализации на татарский язык операционной системы ALT Linux v2.4 (оболочки KDE) и коммуникационных приложений Mozilla Firefox и Mozilla Thunderbird.
В мае 2006 года в Казани проходит IV форум Татнета с участием приглашенных специалистов из Москвы (РОЦИТ) в рамках Всероссийского интернет-марафона (РИФ), по итогам которого были опубликованы доклады . Первый форум прошёл на федеральном уровне. Эта встреча заложила основы для сотрудничества между республиканским и всероссийским сетевыми сообществами разработчиков сайтов.
В мае 2006 года открылись Татарская электронная библиотека Kitap.net.ru и Tatar.com.ru: всё для изучения татарского языка. Среднесуточная посещаемость 6000−8000 уникальных заходов в день. Авторами проектов стали специалисты фонда развития татарского языка и культуры «Татарнамэ» Равиль Сабиров, Айдар Галиакберов и ряд других лиц, активно работающих в сфере преподавания татарского языка.
В марте 2007 г. начал свою работу проект Tatarland.ru — первая татарская социальная сеть в мире (автор — Анвар Хусаинов). В мае 2008 г. произошло слияние проектов duslar.ru и tatarland.ru, и теперь соцсеть называется «Duslar.ru» Количество зарегистрированных пользователей — 110 000 (на июль 2009 г.). Среднесуточная посещаемость портала Duslar.ru составляет почти 4000 человек в сутки. Больше только у Татарнамэ «Всё для изучения татарского языка».
5 сентября 2007 г. на открывшейся в Казани V юбилейной международной конференции «Инфокоммуникационные технологии Глобального информационного общества» была презентована операционная система Windows Vista и Microsoft Office 2007, локализованные на татарский язык специалистами фонда «Татарнамэ».
Важным событием Татнета было открытие 6 августа 2008 года в домене SU регистрации доменных имен на национальных языках народов России, в том числе и на татарском. Теперь каждый желающий может завести домен на татарском языке с использованием в строке браузера татарских букв на кириллице.
В августе 2006 г. открылся сайт Татарской виртуальной гимназии (www.tatar.org.ru), на котором выложены словари и учебники на татарском языке (Создан и наполняется специалистами фонда «Татарнамэ».

Также в 2010 г. был открыт книжный фонд татарской литературы (www.tatknigafond.ru). Уплачено из бюджета Республики Татарстан 15 миллионов рублей.
Таткнигафонд значительно уступает «Татарской электронной библиотеке» по качеству и количеству, созданной бесплатно фондом «Татарнамэ».
Татнет сыграл и продолжает играть важнейшую роль в культурной и этнической консолидации татарского народа.

### Татароязычные локализации
В июне 2004 г. поисковая система Google начала поддерживать поиск на татарском языке (алгоритм поиска разработан и предоставлен бесплатно фондом «Татарнамэ» и для поисковой системы Yahoo) и открылась Википедия на татарском языке.
В июне 2006 г. в Казани была торжественно представлена операционная система Windows с интерфейсом на татарском языке. В локализации были допущены ошибки, но теперь существует татароязычная локализация всемирно известного программного продукта. В июне 2006 г. в рамках программы «Электронный Татарстан» также открылся официальный портал правительства Республики Татарстан www.prav.tatar.ru с интернет-приёмной, где любой желающий может задать вопрос правительственным чиновникам и получить оперативно ответ.
В 2008—2009 годах фондом «Татарнамэ» локализована на татарский язык оболочка KDE для Linux и Open Office в дистрибутивах для общеобразовательных учреждений Республики Татарстан (http://mon.tatar.ru/rus/realizaciya_pspo.htm/).
В 2010 г. был окончательно переведен на татарский язык интерфейс социальной сети Вконтакте.ру.
10 июля 2010 г. Яндекс перевел свой интерфейс на татарский язык (включая и почту), сделал поиск на татарском языке и открыл офис в Казани.

### Мероприятия Татнета
В июне 2003 г. состоялся первый форум Татнета, организованный агентством Интертат и в котором приняли участие многие создатели сайтов. В дальнейшем прошли ещё II, III и IV Форумы Татнета в 2004—2006 гг. под эгидой Агентства «Татмедиа» 13 января 2004 принят закон РТ «Об информационных ресурсах и информатизации Республики Татарстан». В данном законе предусматривалось создание на паритетной основе ресурсов на государственных языках.